# Eli, Eli, Lema Sabachthani?
Eli, Eli, Lema Sabachthani? (エリ・エリ・レマ・サバクタニ, Eri Eri Rema Sabakutani), és una pel·lícula dramàtica japonesa de 2005 dirigida per Shinji Aoyama, protagonitzada per Tadanobu Asano. Es va projectar a la secció Un Certain Regard al 58è Festival Internacional de Cinema de Canes.

## Argument
Un virus global està matant la humanitat, però 2 músics radicals semblen curiosament immunes...

## Repartiment
- Tadanobu Asano com a Mizui
- Aoi Miyazaki com a Hana
- Mariko Okada com a Navi
- Masaya Nakahara com a Asuhara
- Yasutaka Tsutsui com a Miyagi
- Masahiro Toda com a Natsuishi
- Shingo Tsurumi com a Kazemoto
- Yusuke Kawazu com a Miyazawa
- Erika Oda com a Eriko